# 岡山化成
岡山化成株式会社（おかやまかせい、英: OKAYAMA CHEMICAL CO.,LTD.）は、大阪府大阪市西区に本社を置いていた化学メーカー。

## 概要
1968年に設立し、1970年8月に岡山県倉敷市の水島工場の操業を開始した。イオン交換膜法による電解事業を行い、塩素や水酸化ナトリウムなどを製造する。
かつては旭化成ケミカルズとダイソー（現・大阪ソーダ）の折半出資だったが、旭化成から塩素の供給を受けていた三菱化学がポリ塩化ビニルの製造から撤退し主要供給先を失ったこと、エポキシ樹脂部門を強化するダイソーが、原料となる塩素の安定供給を求めていることから、2012年4月1日付で旭化成ケミカルズは保有する株式をダイソーに譲渡し、合弁を解消。
2021年7月1日付で大阪ソーダへ吸収合併され、岡山化成は解散した。

## 主な製品
- 塩素（生産能力:年間16万トン）
- 水酸化ナトリウム（生産能力:年間18万トン）
- 水素
- 次亜塩素酸ナトリウム